# Marcia McNutt
Marcia Kemper McNutt (Minneapolis, 19 febbraio 1952) è una geofisica statunitense, dal 2016 presidente della National Academy of Sciences.
In precedenza McNutt è stata la quindicesima direttrice dell'United States Geological Survey (USGS) (la prima donna a ricoprire l'incarico), consulente scientifico del Segretario degli Interni degli Stati Uniti dal 2010 al 2013, presidente e amministratore delegato del Monterey Bay Aquarium Research Institute (MBARI), un centro di ricerca oceanografica negli Stati Uniti. È stata anche professore di geofisica marina presso la Stanford University School of Earth Sciences, professore di geofisica marina presso l'Università della California, Santa Cruz, e professore di geofisica presso il Massachusetts Institute of Technology.
Dal 2013 al 2016 è stata caporedattrice della rivista peer-reviewed Science e ha un incarico di visiting presso la Scripps Institution of Oceanography. McNutt ha presieduto il comitato di intervento per il clima della NASEM, che ha pubblicato due rapporti nel 2015.

## Biografia
McNutt ha studiato alla Northrop Collegiate School (ora The Blake School) di Minneapolis, diplomandosi nel 1970. Quindi si è laureata in fisica summa cum laude presso il Colorado College nel 1973. In qualità di National Science Foundation Graduate Fellow, ha poi studiato geofisica presso la Scripps Institution of Oceanography dove ha conseguito un dottorato di ricerca in scienze della terra nel 1978. La sua tesi di laurea si intitola Isostasy continentale e oceanica.

## Carriera
Dopo un breve incarico presso l'Università del Minnesota, McNutt ha lavorato per tre anni sulla previsione dei terremoti presso l'US Geological Survey a Menlo Park, in California. Nel 1982 è diventata assistente professore presso il Massachusetts Institute of Technology (MIT) e nel 1988 è stata nominata Griswold Professor of Geophysics. In precedenza è stata direttrice del Joint Program in Oceanography and Applied Ocean Science and Engineering, uno sforzo cooperativo del MIT e della Woods Hole Oceanographic Institution.
McNutt è una subacquea certificata dalla National Association of Underwater Instructors (NAUI) e si è addestrata nella demolizione subacquea e nella gestione di esplosivi con l'Underwater Demolition Team (UDT) della Marina degli Stati Uniti e dei Navy SEAL degli Stati Uniti.
McNutt è una delle sei scienziate presenti nella serie PBS (WGBH-TV) del 1995, "Discovering Women". Il modo in cui eccelleva nella scienza è descritto da Jocelyn Steinke in "A portrait of a woman as a scientist: breaking down barriers created by gender-role stereotypes".

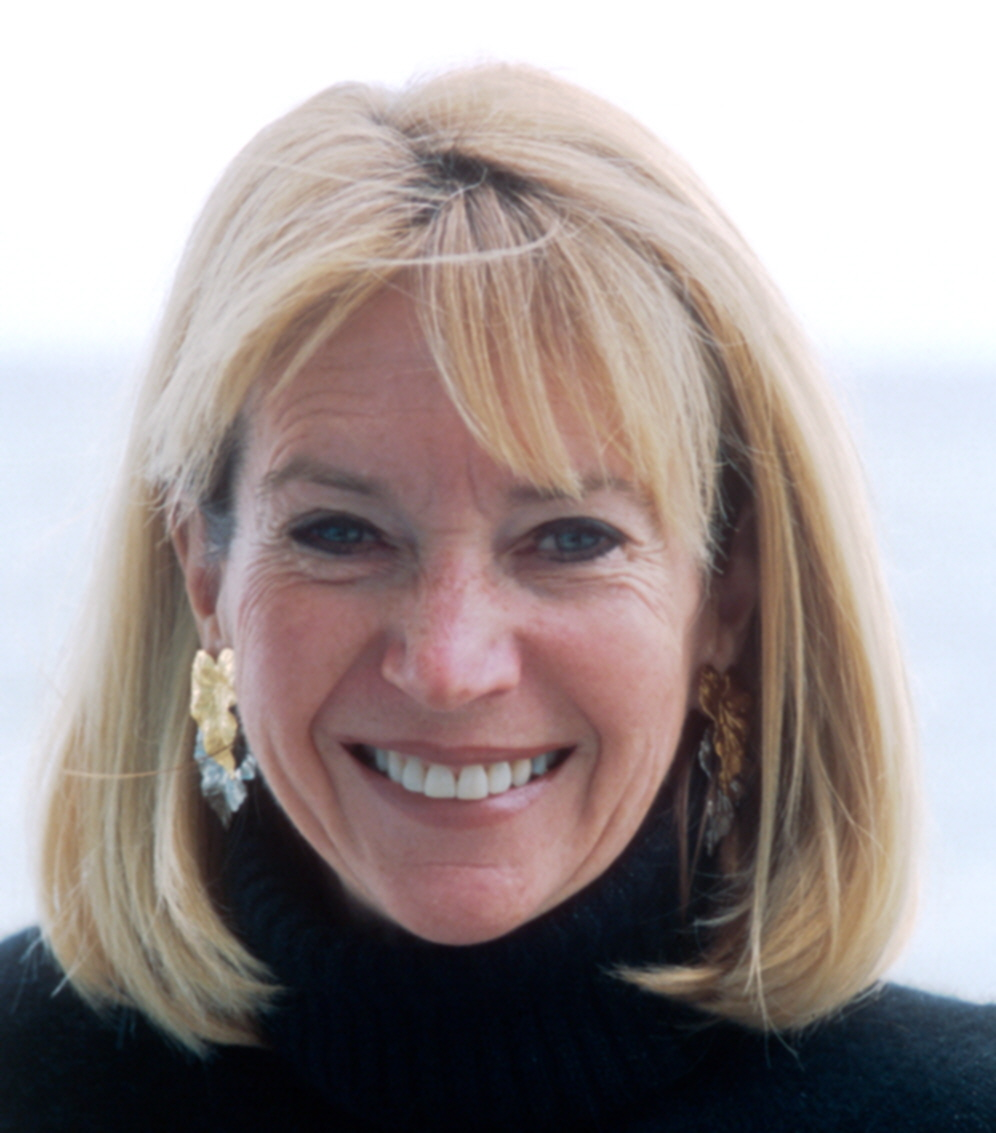
Marcia McNutt nel 2007

Nel 1994 McNutt è stata una delle sedici donne docenti della School of Science del MIT che hanno redatto e co-firmato una lettera all'allora Preside di Scienze (ora Cancelliere di Berkeley) Robert Birgeneau, che ha avviato una campagna per evidenziare e sfidare la discriminazione di genere al MIT.

## Ricerca
Ha partecipato a 15 importanti spedizioni oceanografiche e ha prestato servizio come capo scienziato in più della metà di esse. Ha pubblicato circa 100 articoli scientifici sottoposti a revisione paritaria. La sua ricerca ha incluso studi sul vulcanismo delle isole oceaniche nella Polinesia francese, sulla disgregazione continentale negli Stati Uniti occidentali e sul sollevamento dell'altopiano del Tibet. 
McNutt ha dato notevoli contributi alla comprensione della reologia e della forza della litosfera. Ha dimostrato che i giovani vulcani potrebbero flettere la litosfera, influenzando l'elevazione dei vulcani vicini, e ha utilizzato un'analisi 3D della topografia e dei dati gravitazionali per dimostrare che la placca australiana potrebbe essere forte su scale temporali brevi e debole su scale lunghe. Ha anche mostrato come la subduzione delle placche oceaniche potrebbe indebolirsi e ha identificato una grande caratteristica topografica chiamata superswell del Pacifico meridionale.

## Monterey Bay Aquarium Research Institute

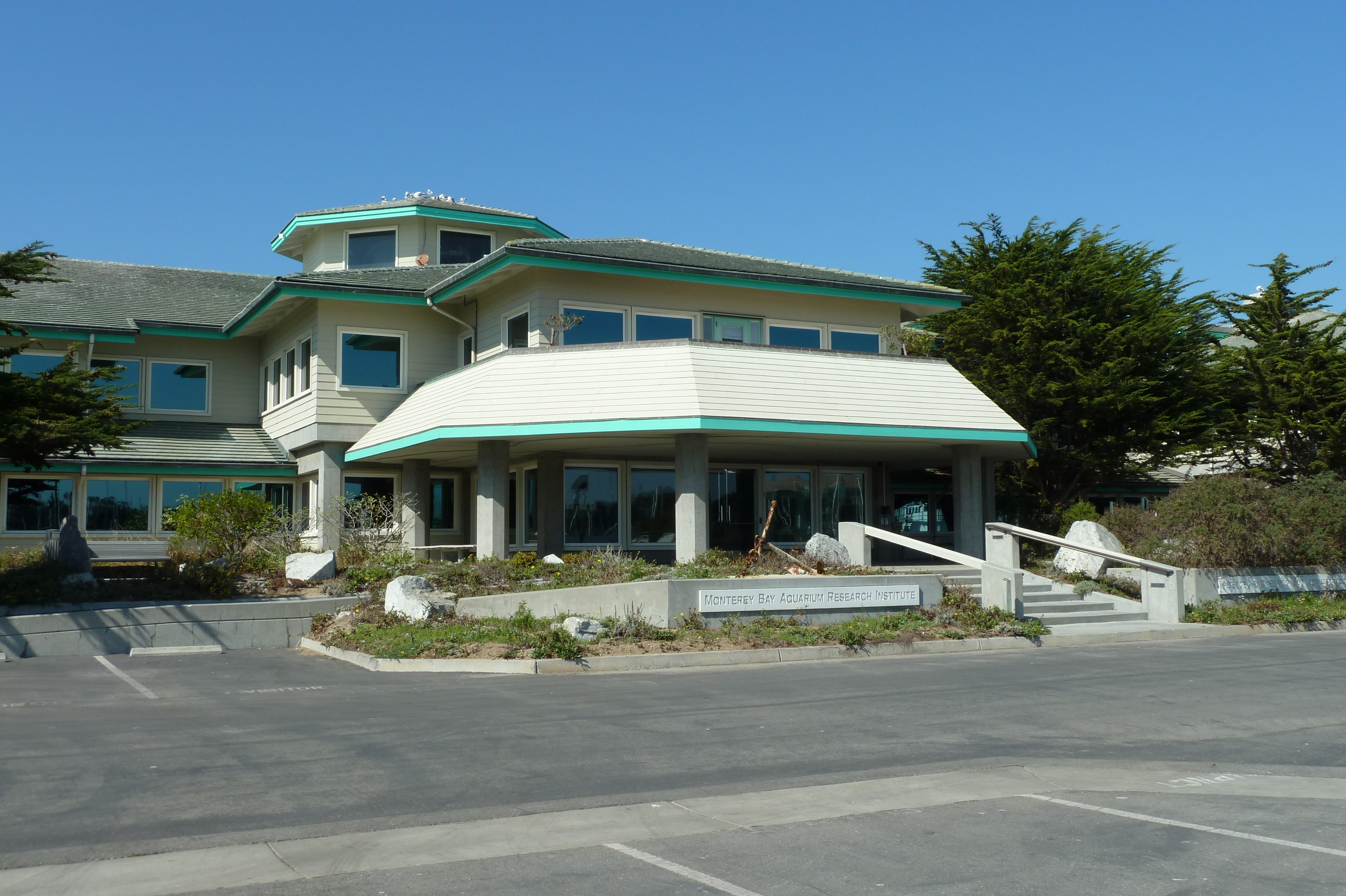
Il Monterey Bay Aquarium Research Institute (MBARI)

Il Monterey Bay Aquarium Research Institute (MBARI) è stato fondato e finanziato privatamente da David Packard per essere la "NASA degli oceani". 
McNutt è stata presidente e amministratrice delegata del Monterey Bay Aquarium Research Institute (MBARI) dal 1997 al 2009. Durante quel periodo la RV Western Flyer, la nave da ricerca di MBARI, effettuò spedizioni dal Canada alla Baja California e alle isole Hawaii. MBARI costruì il Monterey Accelerated Research System (MARS), il primo osservatorio cablato in acque profonde negli Stati Uniti continentali. 
McNutt ha presieduto il comitato di intervento per il clima della NASEM, che ha pubblicato due rapporti nel 2015.

## U.S. Geological Survey

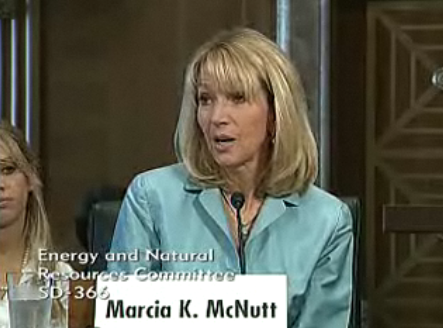
McNutt durante la sua audizione di conferma da parte della Commissione del Senato degli Stati Uniti per l'Energia e le Risorse Naturali nel 2009

Nel luglio 2009, McNutt è stata candidata del presidente Obama per essere il prossimo direttore dell'United States Geological Survey e consigliere scientifico del Segretario degli Interni degli Stati Uniti. Il Senato ha approvato all'unanimità la sua nomina il 21 ottobre. È stata la prima donna a guidare l'USGS dalla sua fondazione nel 1879. Il segretario Ken Salazar appoggiò McNutt per quel ruolo. In un'intervista televisiva dopo l'annuncio di Obama, McNutt ha detto:
. 

### Fuoriuscita di petrolio dalla BP

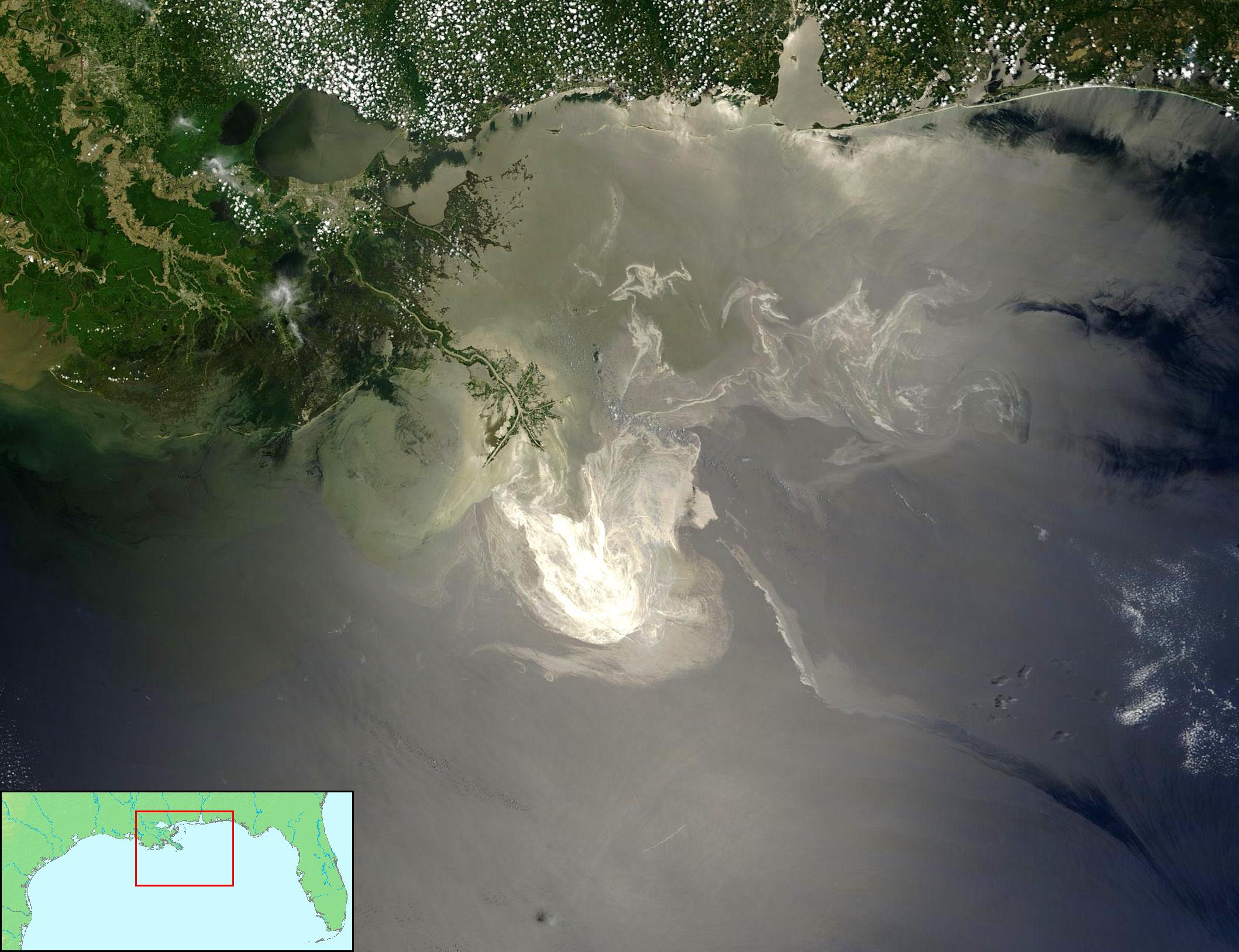
Fotografia aerea del Golfo del Messico al largo della Louisiana che mostra l'entità della fuoriuscita di petrolio della Deepwater Horizon nel maggio 2010. McNutt guidò il Flow Rate Technical Group che determinò l'entità della fuoriuscita

Durante il suo primo anno, quattro eventi importanti hanno avuto un impatto sull'USGS in rapida successione: un terremoto di magnitudo 7.0 ad Haiti, un terremoto di magnitudo 8.0 in Cile, l'eruzione dell'Eyjafjallajökull e la fuoriuscita di petrolio della BP.
Nel maggio 2010, McNutt ha guidato il Flow Rate Technical Group che ha tentato di misurare la fuoriuscita di petrolio della Deepwater Horizon nel Golfo del Messico. I rapporti preliminari del gruppo hanno sostenuto che il tasso della fuoriuscita di petrolio è stato almeno il doppio e forse fino a cinque volte più alto di quanto precedentemente riconosciuto. Le stime successive, basate su sei metodologie indipendenti, erano quattro volte superiori alla fuoriuscita di petrolio della Exxon Valdez del 1989. Una stima raffinata basata su nuove letture, dati e analisi della pressione, pubblicata dal Segretario all'Energia degli Stati Uniti Steven Chu e McNutt ad agosto, ha affermato che 4,9 milioni di barili (con un'incertezza di più o meno circa il 10%) di petrolio sono fuoriusciti dal pozzo fino a quando non è stato chiuso il 15 luglio. Il disastro è stato il più grande sversamento accidentale di petrolio nelle acque marine.
In una deposizione di due giorni nell'ottobre 2012, McNutt è stato interrogato dagli avvocati della BP, del Dipartimento di Giustizia, dei querelanti e degli Stati del Golfo. Soggetta all'approvazione da parte dei tribunali federali degli Stati Uniti, BP ha accettato un accordo nel novembre 2012 in cui la società si è dichiarata colpevole di accuse di cattiva condotta o negligenza in merito a undici morti sul luogo dell'esplosione. La società ha accettato di pagare 4,5 miliardi di dollari, di cui 1,256 miliardi di dollari di multe penali.

## Vita privata
Il primo marito di Marcia Kemper McNutt, Marcel Hoffmann Jr, morì nel 1988. Ebbero tre figlie: Meredith McNutt e le gemelle Dana e Ashley Hoffmann. Ashley Hoffmann è stata "Miss Rodeo California" nel 2009. Anche Marcia McNutt è un'appassionata di cavalli e si diverte a correre con la sua cavalla Lulu.
Nel 1996 McNutt si è sposata con Ian Young, capitano di una nave MBARI.